# Challenges AGACI
De Challenges AGACI was een autorace in de Franse gemeente Bruyères-le-Châtel, die werd verreden op het Autodrome de Linas-Montlhéry. De race maakte in 1947 deel uit van het grand-prixseizoen. 

## Winnaars van de grand prix
- Hier worden alleen de races aangegeven die plaatsvonden tijdens de grand-prixseizoenen tot 1949 en Formule 1-races vanaf 1950.

| Jaar | Coureur       | Constructeur | Locatie         | Verslag |
| ---- | ------------- | ------------ | --------------- | ------- |
| 1947 | Eugene Martin | BMW          | Linas-Montlhéry | Verslag |